# اتحاد الطلاب الوطني الباكستاني
اتحاد الطلاب الوطني الباكستاني هو اتحاد طلاب يساري في باكستان. نشأ في أواخر الستينيات، واعتمد الأيديولوجية السياسية الماركسية اللينينية وفكر ماو تسي تونغ. سبقه اتحاد الطلاب الديمقراطي التابع للحزب الشيوعي الباكستاني، والذي سيطر على السياسة الطلابية في كراتشي، ثم العاصمة الاتحادية للبلاد.